# Kompatibilitätsbedingung
Kompatibilitätsbedingungen sind in der Kontinuumsmechanik Bedingungen, die erfüllt sein müssen, damit aus Ableitungen eines Bewegungsfeldes nach dem Ort gebildeten Größen, das Bewegungsfeld rekonstruiert werden kann. Die abgeleiteten Größen sind dann kompatibel mit einem Bewegungsfeld.
Anwendung finden die Kompatibilitätsbedingungen in der Theorie der Spannungsfunktionen, mit deren Hilfe analytische Lösungen der ebenen und räumlichen, linearen Elastostatik berechnet werden können, z. B. bei der Airy’schen Spannungsfunktion.

## Einführung

### Motivation

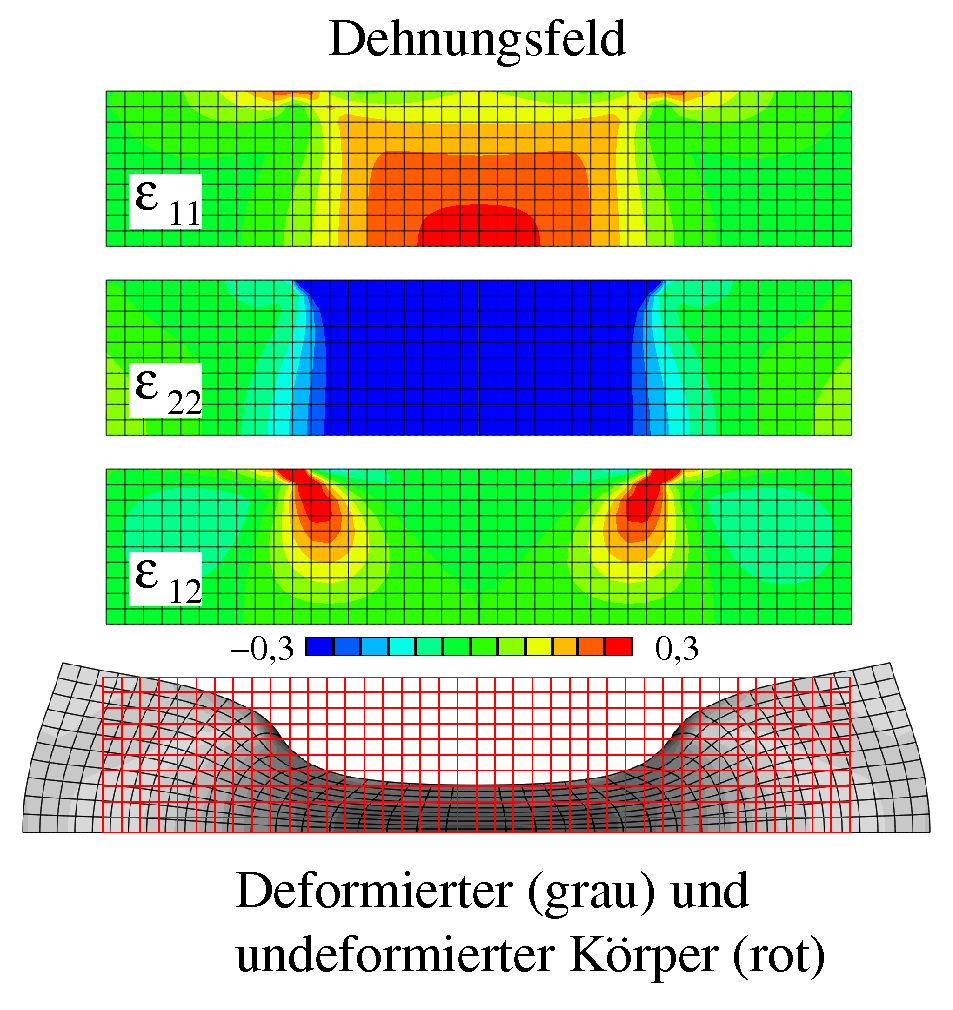
Bei der Verformung in der Ebene entsprechen zwei Verschiebungen drei Verzerrungsfeldern und. Aus ihnen kann das Verschiebungsfeld unten rekonstruiert werden, wenn die Kompatibilitätsbedingungen eingehalten werden.

Bei der Bewegung eines Körpers durch den Raum treten in den für die Kontinuumsmechanik interessanten Fällen Verformungen auf, die sich durch die Verzerrungen quantifizieren lassen, die aus Ableitungen des Bewegungsfeldes nach dem Ort berechnet werden. Von den Verzerrungen gibt es im allgemeinen dreidimensionalen Fall sechs Komponenten. Sollen aus ihnen die drei Komponenten der Bewegung in x-, y- bzw. z-Richtung rekonstruiert werden, ist klar, dass die Verzerrungen nicht voneinander unabhängig sein können. Bei einer ebenen Bewegung liegen drei Verzerrungsfelder {\displaystyle \varepsilon _{11},\varepsilon _{22}} und {\displaystyle \varepsilon _{12}} vor, die zwei Verschiebungskomponenten in x- bzw. y-Richtung entsprechen (nach Umbenennung gemäß dem Schema 1 → x und 2 → y). Einen solchen Fall zeigt die nebenstehende Abbildung. Nun kann sich die Frage stellen, ob sich aus den Verzerrungsfeldern die Bewegung rekonstruieren lässt. Dies kann genau dann gelingen, wenn die Verzerrungen die für sie formulierten Kompatibilitätsbedingungen einhalten.
Indem die drei Komponenten der Bewegung in x-, y- und z-Richtung nach den drei Ortskoordinaten in x-, y- bzw. z-Richtung abgeleitet werden, entstehen insgesamt neun Ableitungen, die die Komponenten des Deformationsgradienten bilden. Auch für die neun Komponenten des Deformationsgradienten existieren Kompatibilitätsbedingungen, die diese einhalten müssen, damit aus ihnen die Bewegung wieder hergestellt werden kann.

### Bewegungen
Um die Bewegung eines Körpers zu beschreiben, wird zunächst jedem Partikel des Körpers über die Referenzkonfiguration eineindeutig ein „Name“ oder „Etikett“ zugeordnet. Dieser „Name“ soll hier die Position
{\displaystyle {\vec {X}}=\sum _{i=1}^{3}X_{i}{\hat {e}}_{i}\in \mathbb {V} ^{3}}
des Partikels zu einem bestimmten Zeitpunkt {\displaystyle t_{0}} sein. Die Zahlen {\displaystyle X_{1,2,3}\in \mathbb {R} } werden materielle Koordinaten des Partikels genannt und gelten in Bezug auf die Standardbasis {\displaystyle {\hat {e}}_{1,2,3}} des euklidischen Vektorraumes {\displaystyle \mathbb {V} ^{3}}. Zumeist wird {\displaystyle t_{0}} so gewählt, dass zu diesem Zeitpunkt der Körper undeformiert und in Ruhe ist und die Bewegung beginnt. Im Zuge seiner Bewegung durch den Raum wandert jedes Partikel auf seiner Bahnlinie vorwärts, die die Bewegungsfunktion
{\displaystyle {\vec {\chi }}({\vec {X}},t)={\vec {x}}=\sum _{i=1}^{3}x_{i}{\hat {e}}_{i}\in \mathbb {V} ^{3}}
mathematisch beschreibt. In Bezug auf die Standardbasis hat nun jedes Partikel zu einer Zeit {\displaystyle t\geq t_{0}} räumliche Koordinaten {\displaystyle x_{1,2,3}\in \mathbb {R} }.

## Kompatibilitätsbedingungen

### Linearisierter Verzerrungstensor
Der linearisierte Verzerrungstensor entsteht aus Ableitungen des Verschiebungsfeldes. Die Verschiebung {\displaystyle {\vec {u}}} eines Partikels ist sein zurückgelegter Weg, mathematisch der Differenzvektor zwischen seiner aktuellen Position und seiner Position in der Ausgangskonfiguration:
{\displaystyle {\vec {u}}({\vec {X}},t):={\vec {\chi }}({\vec {X}},t)-{\vec {X}}=\sum _{i=1}^{3}u_{i}({\vec {X}},t){\hat {e}}_{i}}.
Häufig kann, vor allem in technischen Anwendungen, angenommen werden, dass erstens diese Verschiebung im Vergleich zu Abmessungen des Körpers klein ist und zweitens auch die Ableitungen der Verschiebungen nach dem Ort klein gegen eins sind. Dann brauchen die materiellen Koordinaten {\displaystyle {\vec {X}}} und die räumlichen {\displaystyle {\vec {x}}} nicht mehr auseinandergehalten zu werden und die Verzerrungen des Körpers werden mit dem linearisierten Verzerrungstensor gemessen, der die Darstellung
{\displaystyle {\begin{aligned}{\boldsymbol {\varepsilon }}:=&{\frac {1}{2}}\left(\mathrm {grad} ({\vec {u}})+\mathrm {grad} ({\vec {u}})^{\top }\right)={\frac {1}{2}}(\nabla \otimes {\vec {u}}^{\top }+\nabla \otimes {\vec {u}})\\=&\varepsilon _{ij}{\hat {e}}_{i}\otimes {\hat {e}}_{j}={\frac {1}{2}}(u_{i,j}+u_{j,i}){\hat {e}}_{i}\otimes {\hat {e}}_{j}\end{aligned}}}
besitzt. Darin ist „grad“ der Gradienten- und  𝜵 der Nabla-Operator, das hochgestellte Zeichen ⊤ steht für die Transposition, das Rechenzeichen „⊗“ bildet das dyadische Produkt und in den letzten beiden Gleichungen wurde die Einsteinsche Summenkonvention angewendet. Hier wie im Folgenden ist über in einem Produkt doppelt vorkommende Indizes, oben i und j, von eins bis drei zu summieren. Des Weiteren ist ein Index nach einem Komma eine abkürzende Schreibweise für die Ableitung nach der genannten Koordinate:
{\displaystyle u_{i,j}:={\frac {\partial u_{i}}{\partial x_{j}}}}.
Berechnung der Rotation des Verzerrungstensors liefert:
{\displaystyle {\begin{aligned}\nabla \times {\boldsymbol {\varepsilon }}:=&{\hat {e}}_{k}\times {\frac {\partial }{\partial x_{k}}}{\boldsymbol {\varepsilon }}={\hat {e}}_{k}\times {\frac {1}{2}}(u_{i,jk}+u_{j,ik})({\hat {e}}_{i}\otimes {\hat {e}}_{j})\\=&{\frac {1}{2}}u_{i,jk}({\hat {e}}_{k}\times {\hat {e}}_{i})\otimes {\hat {e}}_{j}+{\frac {1}{2}}\underbrace {u_{j,ik}({\hat {e}}_{k}\times {\hat {e}}_{i})\otimes {\hat {e}}_{j}} _{=\mathbf {0} }\\\rightarrow \nabla \times \left((\nabla \times {\boldsymbol {\varepsilon }})^{\top }\right)=&{\hat {e}}_{l}\times {\frac {\partial }{\partial x_{l}}}\left({\frac {1}{2}}u_{i,jk}{\hat {e}}_{j}\otimes ({\hat {e}}_{k}\times {\hat {e}}_{i})\right)\\=&{\frac {1}{2}}u_{i,jkl}{\hat {e}}_{l}\times {\hat {e}}_{j}\otimes {\hat {e}}_{k}\times {\hat {e}}_{i}=\mathbf {0} \end{aligned}}}
Der obere rechte Term verschwindet, weil Komponenten mit vertauschten Indizes i und k gleich groß aber umgekehrtes Vorzeichen haben, so dass sie sich in der Summe aufheben, oder bei i = k verschwinden, was in der letzten Gleichung auch für die Indizes j und l in analoger Weise zutrifft. Die aus dem Verschiebungsfeld abgeleiteten Verzerrungen erfüllen also
{\displaystyle {\begin{aligned}\nabla \times \left((\nabla \times {\boldsymbol {\varepsilon }})^{\top }\right)=\varepsilon _{ij,kl}\epsilon _{jlm}\epsilon _{ikn}{\hat {e}}_{m}\otimes {\hat {e}}_{n}=&\mathbf {0} \\\downarrow &\\2\varepsilon _{12,12}-\varepsilon _{22,11}-\varepsilon _{11,22}=&0\\2\varepsilon _{13,13}-\varepsilon _{33,11}-\varepsilon _{11,33}=&0\\2\varepsilon _{23,23}-\varepsilon _{33,22}-\varepsilon _{22,33}=&0\\\varepsilon _{11,23}+\varepsilon _{23,11}-\varepsilon _{12,13}-\varepsilon _{13,12}=&0\\\varepsilon _{22,13}+\varepsilon _{13,22}-\varepsilon _{12,23}-\varepsilon _{23,12}=&0\\\varepsilon _{12,33}+\varepsilon _{33,12}-\varepsilon _{13,23}-\varepsilon _{23,13}=&0\end{aligned}}}
ϵijk = (êi × êj) · êk ist das Permutationssymbol. Die Gleichungen sind die Kompatibilitätsbedingungen der Verzerrungen, denn werden diese Gleichungen von einem Verzerrungsfeld eingehalten, dann gibt es ein Verschiebungsfeld, das die gegebenen Verzerrungen hervorruft.
| Beweis 1 |
| --- |
| Der Schluss von der Kompatibilitätsbedingung {\displaystyle \nabla \times \left((\nabla \times {\boldsymbol {\varepsilon }})^{\top }\right)=\mathbf {0} } auf die Existenz des Verschiebungsfeldes gelingt mit dem Tensorfeld {\displaystyle \nabla \times {\boldsymbol {\varepsilon }}=\varepsilon _{ij,k}({\hat {e}}_{k}\times {\hat {e}}_{i})\otimes {\hat {e}}_{j}}, das spurfrei ist: {\displaystyle \mathrm {Sp} (\nabla \times {\boldsymbol {\varepsilon }})=\varepsilon _{ij,k}\,({\hat {e}}_{k}\times {\hat {e}}_{i})\cdot {\hat {e}}_{j}=\varepsilon _{ij,k}\,({\hat {e}}_{i}\times {\hat {e}}_{j})\cdot {\hat {e}}_{k}=0}, denn Terme mit vertauschten Indizes i und j sind gleich groß, haben aber entgegengesetztes Vorzeichen, so dass sie sich in der Summe aufheben, oder verschwinden bei i = j, siehe Spatprodukt. Nach dem Poincaré-Lemma in der Ausprägung {\displaystyle \nabla \times (\mathbf {T} ^{\top })=\mathbf {0} \;{\text{und}}\;\mathrm {Sp} (\mathbf {T} )=0\;\rightarrow \;\exists \mathbf {W} \colon \mathbf {T} =\nabla \times \mathbf {W} \;{\text{mit}}\;\mathbf {W} ^{\top }=-\mathbf {W} } existiert ein schiefsymmetrisches Tensorfeld W, dessen Rotation 𝜵 × ε ist: {\displaystyle \nabla \times {\boldsymbol {\varepsilon }}=\nabla \times \mathbf {W} \quad \rightarrow \quad \mathbf {0} =\nabla \times ({\boldsymbol {\varepsilon }}-\mathbf {W} )=\nabla \times [({\boldsymbol {\varepsilon }}+\mathbf {W} )^{\top }]}. Gemäß dem Poincaré-Lemma in der Ausprägung {\displaystyle \nabla \times (\mathbf {T} ^{\top })=\mathbf {0} \quad \rightarrow \quad \exists {\vec {u}}\colon \mathbf {T} =\nabla \otimes {\vec {u}}^{\top }} gibt es nun ein Vektorfeld {\displaystyle {\vec {u}}}, für das gilt: {\displaystyle {\boldsymbol {\varepsilon }}+\mathbf {W} =\nabla \otimes {\vec {u}}^{\top }} und dessen symmetrischer Anteil der Verzerrungstensor ist: {\displaystyle {\frac {1}{2}}[\nabla \otimes {\vec {u}}^{\top }+\nabla \otimes {\vec {u}}]={\frac {1}{2}}({\boldsymbol {\varepsilon }}+\mathbf {W} +{\boldsymbol {\varepsilon }}^{\top }+\mathbf {W} ^{\top })={\boldsymbol {\varepsilon }}}. |

In ebenen Problemen, wie bei der Airy’schen Spannungsfunktion, wo nur zwei Koordinaten involviert sind, reduzieren sich diese Kompatibilitätsbedingungen weiter auf nur eine von den drei ersten skalaren Gleichungen.
Die Kompatibilitätsbedingung kann auch ohne die Rotation geschrieben werden:
{\displaystyle {\begin{aligned}\Delta {\boldsymbol {\varepsilon }}+\nabla \otimes \nabla \mathrm {Sp} ({\boldsymbol {\varepsilon }})-2\mathrm {sym} {\big (}\nabla \otimes (\nabla \cdot {\boldsymbol {\varepsilon }}){\big )}=&\mathbf {0} \\\leftrightarrow \quad \varepsilon _{ij,kk}+\varepsilon _{kk,ij}-\varepsilon _{ik,jk}-\varepsilon _{jk,ik}=&0\,,\quad i,j=1,2,3\end{aligned}}}
Der Operator „Sp“ gibt die Spur eines Tensors und „sym“ liefert den symmetrischen Anteil {\displaystyle \mathrm {sym} (\mathbf {T} )={\tfrac {1}{2}}(\mathbf {T} +\mathbf {T} ^{\top })}.
| Beweis 2 |
| --- |
| Für die Herleitung wird das wie folgt definierte äußere Tensorprodukt „#“ benutzt: {\displaystyle {\begin{aligned}({\vec {a}}\otimes {\vec {g}})\#({\vec {b}}\otimes {\vec {h}}):=&({\vec {a}}\times {\vec {b}})\otimes ({\vec {g}}\times {\vec {h}})\\\mathbf {A} \#\mathbf {B} =&-\mathrm {Sp} (\mathbf {A} )\mathbf {B} ^{\top }-\mathrm {Sp} (\mathbf {B} )\mathbf {A} ^{\top }+\mathbf {A} ^{\top }\cdot \mathbf {B} ^{\top }+\mathbf {B} ^{\top }\cdot \mathbf {A} ^{\top }\\&+[\mathrm {Sp} (\mathbf {A} )\mathrm {Sp} (\mathbf {B} )-\mathrm {Sp} (\mathbf {A} \cdot \mathbf {B} )]\mathbf {1} \end{aligned}}} Der Tensor 1 ist der Einheitstensor. Damit berechnet sich: {\displaystyle {\begin{aligned}{\mathfrak {R}}({\boldsymbol {\varepsilon }}):=&\nabla \times (\nabla \times {\boldsymbol {\varepsilon }}^{\top })=\varepsilon _{ij,kl}({\hat {e}}_{l}\times {\hat {e}}_{j}\otimes {\hat {e}}_{k}\times {\hat {e}}_{i})\\=&\varepsilon _{ij,kl}\overbrace {({\hat {e}}_{l}\otimes {\hat {e}}_{k})} ^{\mathbf {A} }\#\overbrace {({\hat {e}}_{j}\otimes {\hat {e}}_{i})} ^{\mathbf {B} }\\=&\varepsilon _{ij,kl}{\big [}-\delta _{lk}({\hat {e}}_{j}\otimes {\hat {e}}_{i})^{\top }-\delta _{ji}({\hat {e}}_{l}\otimes {\hat {e}}_{k})^{\top }+({\hat {e}}_{l}\otimes {\hat {e}}_{k})^{\top }\cdot ({\hat {e}}_{j}\otimes {\hat {e}}_{i})^{\top }\\&\qquad \;+({\hat {e}}_{j}\otimes {\hat {e}}_{i})^{\top }\cdot ({\hat {e}}_{l}\otimes {\hat {e}}_{k})^{\top }+(\delta _{lk}\delta _{ji}-\delta _{kj}\delta _{li})\mathbf {1} {\big ]}\\=&-\varepsilon _{ij,kk}({\hat {e}}_{i}\otimes {\hat {e}}_{j})-\varepsilon _{kk,ij}({\hat {e}}_{i}\otimes {\hat {e}}_{j})+\varepsilon _{jk,ik}({\hat {e}}_{i}\otimes {\hat {e}}_{j})\\&+\varepsilon _{ik,jk}({\hat {e}}_{i}\otimes {\hat {e}}_{j})+[\varepsilon _{ii,kk}-\varepsilon _{ij,ij}]\mathbf {1} \\=&-[\underbrace {\Delta {\boldsymbol {\varepsilon }}+\nabla \otimes {\big (}\nabla {\rm {Sp}}({\boldsymbol {\varepsilon }}){\big )}-2\mathrm {sym} {\big (}\nabla \otimes (\nabla \cdot {\boldsymbol {\varepsilon }}){\big )}} _{=:{\mathfrak {L}}({\boldsymbol {\varepsilon }})}]\\&+[\underbrace {\Delta \mathrm {Sp} ({\boldsymbol {\varepsilon }})-\nabla \cdot (\nabla \cdot {\boldsymbol {\varepsilon }})} _{=:s}]\mathbf {1} \\\rightarrow {\mathfrak {R}}({\boldsymbol {\varepsilon }})=&-{\mathfrak {L}}({\boldsymbol {\varepsilon }})+s\mathbf {1} \end{aligned}}} Der Operator „Δ“ ist der Laplace-Operator. Die Spur von {\displaystyle {\mathfrak {L}}({\boldsymbol {\varepsilon }})} berechnet sich zu {\displaystyle {\begin{aligned}\mathrm {Sp} ({\mathfrak {L}}({\boldsymbol {\varepsilon }}))=&\mathrm {Sp} (\varepsilon _{ij,kk}{\hat {e}}_{i}\otimes {\hat {e}}_{j}+\varepsilon _{kk,ij}{\hat {e}}_{i}\otimes {\hat {e}}_{j}-\varepsilon _{jk,ik}{\hat {e}}_{i}\otimes {\hat {e}}_{j}-\varepsilon _{ik,jk}{\hat {e}}_{i}\otimes {\hat {e}}_{j})\\=&\varepsilon _{ii,kk}+\varepsilon _{kk,ii}-\varepsilon _{ik,ik}-\varepsilon _{ik,ik}=2\Delta \mathrm {Sp} ({\boldsymbol {\varepsilon }})-2\nabla \cdot (\nabla \cdot {\boldsymbol {\varepsilon }})=2s\end{aligned}}} mit der Konsequenz {\displaystyle \mathrm {Sp} ({\mathfrak {R}}({\boldsymbol {\varepsilon }}))=-2s+3s=s}. Deshalb verschwindet {\displaystyle {\mathfrak {R}}({\boldsymbol {\varepsilon }})} genau dann, wenn auch {\displaystyle {\mathfrak {L}}({\boldsymbol {\varepsilon }})} verschwindet: Denn wenn {\displaystyle {\mathfrak {R}}({\boldsymbol {\varepsilon }})=\mathbf {0} } ist, dann ist auch s = 0 und es folgt {\displaystyle {\mathfrak {L}}({\boldsymbol {\varepsilon }})=\mathbf {0} }. Umgekehrt folgt auch aus {\displaystyle {\mathfrak {L}}({\boldsymbol {\varepsilon }})=\mathbf {0} }, dass s = 0 ist und dementsprechend {\displaystyle {\mathfrak {R}}({\boldsymbol {\varepsilon }})=\mathbf {0} } gilt. Also kann die Kompatibilität der Verzerrungen mit einem Verschiebungsfeld auch mit {\displaystyle {\begin{aligned}{\mathfrak {L}}({\boldsymbol {\varepsilon }})=\Delta {\boldsymbol {\varepsilon }}+\nabla \otimes {\big (}\nabla {\rm {Sp}}({\boldsymbol {\varepsilon }}){\big )}-2\mathrm {sym} {\big (}\nabla \otimes (\nabla \cdot {\boldsymbol {\varepsilon }}){\big )}=&\mathbf {0} \\\leftrightarrow \quad \varepsilon _{ij,kk}+\varepsilon _{kk,ij}-\varepsilon _{ik,jk}-\varepsilon _{jk,ik}=&0\,,\quad i,j=1,2,3\end{aligned}}} sichergestellt werden. |

### Spannungen
Beim Lösungsansatz für die Bewegungsgleichungen über Spannungsfunktionen, sind die Spannungen die primären Unbekannten. Sind diese für gegebene Randbedingungen gefunden, dann gilt es aus ihnen das Bewegungsfeld zu rekonstruieren. Das gelingt bei linearer, isotroper Elastizität, wenn die Spannungen σ in einem Schwerefeld {\displaystyle {\vec {b}}} wie es die Schwerkraft eines ist die folgenden für sie formulierten Kompatibilitätsbedingungen erfüllen:
{\displaystyle {\begin{aligned}&\Delta {\boldsymbol {\sigma }}+{\frac {1}{1+\nu }}\nabla \otimes {\big (}\nabla \mathrm {Sp} ({\boldsymbol {\sigma }}){\big )}+{\frac {\nu }{1-\nu }}(\nabla \cdot {\vec {b}})\mathbf {1} +2\mathrm {sym} (\nabla \otimes {\vec {b}})=\mathbf {0} \\\leftrightarrow &\sigma _{ij,kk}+{\frac {1}{1+\nu }}\sigma _{kk,ij}+{\frac {\nu }{1-\nu }}b_{k,k}\delta _{ij}+b_{i,j}+b_{j,i}=0\;,\quad i,j=1,2,3\end{aligned}}}
oder in Abwesenheit einer Schwerkraft:
{\displaystyle {\begin{aligned}&\Delta {\boldsymbol {\sigma }}+{\frac {1}{1+\nu }}\nabla \otimes {\big (}\nabla \mathrm {Sp} ({\boldsymbol {\sigma }}){\big )}=\mathbf {0} \\\leftrightarrow &\sigma _{ij,kk}+{\frac {1}{1+\nu }}\sigma _{kk,ij}=0\;,\quad i,j=1,2,3\end{aligned}}}
Das Symbol {\displaystyle \delta _{ij}} ist das Kronecker-Delta und {\displaystyle \nu } ist die Querkontraktionszahl.
| Beweis 3 |
| --- |
| Die Herleitung basiert auf Beweis 2, der zeigte, dass wenn {\displaystyle {\mathfrak {L}}({\boldsymbol {\varepsilon }}):=\Delta {\boldsymbol {\varepsilon }}+\nabla \otimes {\big (}\nabla {\rm {Sp}}({\boldsymbol {\varepsilon }}){\big )}-2\mathrm {sym} {\big (}\nabla \otimes (\nabla \cdot {\boldsymbol {\varepsilon }}){\big )}} verschwindet, das Verzerrungsfeld ε kompatibel ist. In der Statik ist die Divergenz der Spannungen im Gleichgewicht mit der spezifischen Schwerkraft {\displaystyle {\vec {b}}}: {\displaystyle \nabla \cdot {\boldsymbol {\sigma }}+{\vec {b}}={\vec {0}}\quad \leftrightarrow \quad \sigma _{ij,i}+b_{j}=0\,,\quad j=1,2,3} Mit der Abkürzung {\displaystyle p:=\mathrm {Sp} ({\boldsymbol {\sigma }})} folgt wegen 𝜵·𝜵f = Δf, 𝜵·(f 1) = 𝜵f und Sp(𝜵⊗f) = 𝜵·f: {\displaystyle {\begin{aligned}{\mathfrak {L}}({\boldsymbol {\sigma }})=&\Delta {\boldsymbol {\sigma }}+\nabla \otimes \nabla p+2\mathrm {sym} (\nabla \otimes {\vec {b}})\\{\mathfrak {L}}(p\,\mathbf {1} )=&\Delta p\,\mathbf {1} +\nabla \otimes \nabla p\end{aligned}}} Bei linearer, isotroper Elastizität ist die Spannungs-Dehnungs-Beziehung linear: {\displaystyle {\boldsymbol {\varepsilon }}={\frac {1}{2G}}\left[{\boldsymbol {\sigma }}-{\frac {\nu }{1+\nu }}\mathrm {Sp} ({\boldsymbol {\sigma }})\,\mathbf {1} \right]\quad \leftrightarrow \quad \varepsilon _{ij}={\frac {1}{2G}}\left[\sigma _{ij}-{\frac {\nu }{1+\nu }}\sigma _{kk}\delta _{ij}\right]}. Der Materialparameter G ist der Schubmodul. Jetzt kann die Kompatibilitätsbedingung mit den Spannungen ausgedrückt werden: {\displaystyle {\begin{aligned}{\mathfrak {L}}(2G{\boldsymbol {\varepsilon }})=&{\mathfrak {L}}({\boldsymbol {\sigma }})-{\frac {\nu }{1+\nu }}{\mathfrak {L}}(p\,\mathbf {1} )\\=&\Delta {\boldsymbol {\sigma }}+{\frac {1}{1+\nu }}\nabla \otimes \nabla p-{\frac {\nu }{1+\nu }}\Delta p\,\mathbf {1} +2\mathrm {sym} (\nabla \otimes {\vec {b}})=\mathbf {0} \end{aligned}}}. Anwendung der Spur auf diese Gleichung ergibt {\displaystyle \Delta p=-{\frac {1+\nu }{1-\nu }}\mathrm {div} ({\vec {b}})} und führt schließlich auf die im Text aufgeführten Kompatibilitätsbedingungen. |

Diese Kompatibilitätsbedingungen werden als Beltrami-Michell Gleichungen bezeichnet.
Es existieren auch Kompatibilitätsbedingungen bei kubisch anisotroper (Albrecht 1951) und transversal isotroper (von Moisil 1952) linearer Elastizität.

### Deformationsgradient
Die Komponenten des Deformationsgradienten werden aus den Ableitungen der Bewegungskomponenten {\displaystyle \chi _{1,2,3}} nach den materiellen Koordinaten {\displaystyle X_{1,2,3}} berechnet:
{\displaystyle F_{ij}({\vec {X}},t)={\frac {\partial \chi _{i}({\vec {X}},t)}{\partial X_{j}}},\quad i,j=1,2,3}.
Nun liegen also {\displaystyle 3\cdot 3=9} Komponenten {\displaystyle F_{ij}} des Deformationsgradienten vor, die aus den drei Bewegungsfunktionen {\displaystyle \chi _{1,2,3}} abgeleitet wurden.
Sollen umgekehrt aus neun Komponenten {\displaystyle F_{ij}({\vec {X}},t)} des Deformationsgradienten die drei Bewegungsfunktionen {\displaystyle \chi _{1,2,3}({\vec {X}},t)} bezogen werden können, müssen die Komponenten des Deformationsgradienten die folgenden, für sie formulieren Kompatibilitätsbedingungen einhalten:
{\displaystyle \nabla \times (\mathbf {F} ^{\top }):={\hat {e}}_{k}\times {\frac {\partial F_{ij}}{\partial X_{k}}}{\hat {e}}_{j}\otimes {\hat {e}}_{i}={\frac {\partial F_{ij}}{\partial X_{k}}}\epsilon _{kjl}{\hat {e}}_{l}\otimes {\hat {e}}_{i}=\mathbf {0} }
wo ϵijk = (êi × êj) · êk ist das Permutationssymbol ist, oder
{\displaystyle {\frac {\partial F_{ij}}{\partial X_{k}}}={\frac {\partial F_{ik}}{\partial X_{j}}}\,,\quad i,j,k=1,2,3}
Falls das zutrifft, stellt das Poincaré-Lemma in der Form
{\displaystyle \nabla \times (\mathbf {F} ^{\top })=\mathbf {0} \quad \rightarrow \quad \exists {\vec {\chi }}\colon \mathbf {F} =\mathrm {grad} ({\vec {\chi }})}
sicher, dass es ein Vektorfeld {\displaystyle {\vec {\chi }}({\vec {X}})} gibt, dessen Gradient das Tensorfeld {\displaystyle \mathbf {F} } ist.

### Strecktensor
Der Deformationsgradient kann wegen
{\displaystyle \mathbf {F} ={\frac {\partial \chi _{i}}{\partial X_{j}}}{\hat {e}}_{i}\otimes {\hat {e}}_{j}={\frac {\partial (\chi _{i}{\hat {e}}_{i})}{\partial X_{j}}}\otimes {\hat {e}}_{j}=:{\vec {g}}_{j}\otimes {\hat {e}}_{j}}
mit den Tangentenvektoren
{\displaystyle {\vec {g}}_{j}:={\frac {\partial {\vec {\chi }}({\vec {X}},t)}{\partial X_{j}}}}
dargestellt werden. Die Komponenten {\displaystyle g_{ik}} des rechten Cauchy-Green Tensors {\displaystyle \mathbf {C} =\mathbf {F} ^{\top }\cdot \mathbf {F} } berechnen sich wegen
{\displaystyle \mathbf {C} =g_{ik}{\hat {e}}_{i}\otimes {\hat {e}}_{k}=\mathbf {F} ^{\top }\cdot \mathbf {F} =\left({\hat {e}}_{i}\otimes {\vec {g}}_{i}\right)\cdot \left({\vec {g}}_{k}\otimes {\hat {e}}_{k}\right)=({\vec {g}}_{i}\cdot {\vec {g}}_{k}){\hat {e}}_{i}\otimes {\hat {e}}_{k}}
aus den Skalarprodukten dieser Tangentenvektoren:
{\displaystyle g_{ik}:={\vec {g}}_{i}\cdot {\vec {g}}_{k}}.
Mit den Christoffelsymbolen der ersten Art
{\displaystyle \Gamma _{mkl}:={\vec {g}}_{m}\cdot {\frac {\partial {\vec {g}}_{k}}{\partial X_{l}}}={\frac {1}{2}}\left({\frac {\partial g_{km}}{\partial X_{l}}}+{\frac {\partial g_{ml}}{\partial X_{k}}}-{\frac {\partial g_{lk}}{\partial X_{m}}}\right)=\Gamma _{mlk}}
kann gezeigt werden, dass bei gegebenen Komponenten {\displaystyle g_{ij}} des rechten Cauchy-Green Tensors die Bewegung genau dann rekonstruierbar ist, wenn
{\displaystyle R_{ijkl}={\frac {\partial \Gamma _{ijk}}{\partial X_{l}}}-{\frac {\partial \Gamma _{ijl}}{\partial X_{k}}}+g^{pq}(\Gamma _{pik}\Gamma _{qjl}-\Gamma _{pil}\Gamma _{qjk})=0\,,\;{\text{für}}\quad i,j,k,l=1,2,3}
gilt. Die Komponenten {\displaystyle g^{pq}} gehören zum Inversen des rechten Cauchy-Green Tensors
{\displaystyle \mathbf {C} ^{-1}=g^{pq}{\hat {e}}_{p}\otimes {\hat {e}}_{q}}
und {\displaystyle R_{ijkl}} sind die Komponenten des Riemann-Christoffel Krümmungstensors. Von den obigen Gleichungen für die 81 Komponenten des Riemann-Christoffel Tensors sind nur sechs unabhängig. Wegen des linearen Zusammenhangs
{\displaystyle \mathbf {E} ={\frac {1}{2}}(\mathbf {C} -\mathbf {1} )}
zwischen dem rechten Cauchy-Green Tensor {\displaystyle \mathbf {C} } und dem Green-Lagrange’schen Verzerrungstensor {\displaystyle \mathbf {E} } können daraus auch Kompatibilitätsbedingungen für die Komponenten
{\displaystyle E_{ij}={\frac {1}{2}}(g_{ij}-\delta _{ij})\rightarrow g_{ij}=2E_{ij}+\delta _{ij}}
des Green-Lagrange’schen Verzerrungstensors abgeleitet werden, die aber weitaus schwieriger zu lösen sind als im geometrisch linearen Fall, wo {\displaystyle \mathbf {E} } in den linearisierten Verzerrungstensor ε übergeht, siehe oben und folgendes Beispiel.

## Beispiel

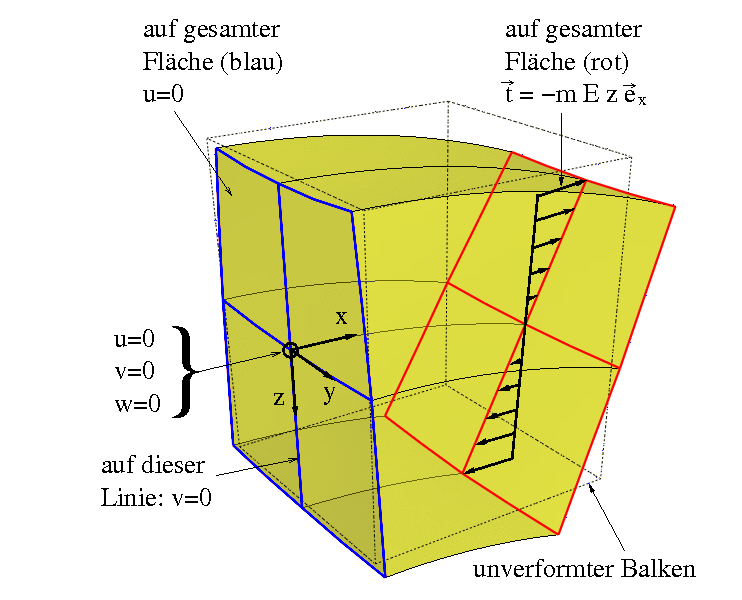
Randbedingungen und Verformung (beige) bei der Biegung des geraden Balkens (gestrichelt)

Auf einen in x-Richtung ausgerichteten, linear elastischen Balken wirke ausschließlich eine zur z-Koordinate proportionale Spannung
{\displaystyle \sigma _{xx}={\vec {t}}\cdot {\hat {e}}_{x}=-mEz}
mit Proportionalitätsfaktor {\displaystyle -m} und Elastizitätsmodul {\displaystyle E} des Materials des Balkens, siehe Abbildung rechts. Gemäß dem Hooke’schen Gesetz entsprechen die Spannungen den Dehnungen
{\displaystyle {\begin{aligned}{\begin{pmatrix}\varepsilon _{xx}\\\varepsilon _{yy}\\\varepsilon _{zz}\end{pmatrix}}=&{\frac {1}{E}}{\begin{pmatrix}1&-\nu &-\nu \\-\nu &1&-\nu \\-\nu &-\nu &1\end{pmatrix}}{\begin{pmatrix}\sigma _{xx}\\\sigma _{yy}\\\sigma _{zz}\end{pmatrix}}\\=&{\begin{pmatrix}1&-\nu &-\nu \\-\nu &1&-\nu \\-\nu &-\nu &1\end{pmatrix}}{\begin{pmatrix}-mz\\0\\0\end{pmatrix}}={\begin{pmatrix}-mz\\\nu mz\\\nu mz\end{pmatrix}}\end{aligned}}}
denn Schubspannungen sind nicht vorgegeben, weswegen auch keine Scherungen auftreten. Die Größe {\displaystyle \nu } ist die Querdehnzahl des Materials des Balkens. Weil sämtliche zweiten Ableitungen der Dehnungen verschwinden, sind die Kompatibilitätsbedingungen erfüllt: es gibt also ein Verschiebungsfeld, das die vorgegebenen Dehnungen hervorruft. Mit den im Bild skizzierten Randbedingungen lauten diese Verschiebungen
{\displaystyle {\begin{aligned}u=&-mxz\\v=&\nu myz\\w=&{\frac {m}{2}}(x^{2}-\nu y^{2}+\nu z^{2})\end{aligned}}}
denn:
{\displaystyle {\begin{aligned}\varepsilon _{xx}=&{\frac {\partial u}{\partial x}}=-mz,&2\varepsilon _{xy}=&{\frac {\partial u}{\partial y}}+{\frac {\partial v}{\partial x}}=0+0\!\!\!\!\!\!\!\!&=&0\\[2ex]\varepsilon _{yy}=&{\frac {\partial v}{\partial y}}=\nu mz,&2\varepsilon _{yz}=&{\frac {\partial v}{\partial z}}+{\frac {\partial w}{\partial y}}=\nu my-\nu my\!\!\!\!\!\!\!\!&=&0\\[2ex]\varepsilon _{zz}=&{\frac {\partial w}{\partial z}}=\nu mz,&2\varepsilon _{xz}=&{\frac {\partial u}{\partial z}}+{\frac {\partial w}{\partial x}}=-mx+mx\!\!\!\!\!\!\!\!&=&0\end{aligned}}}
und
{\displaystyle u(x=0)=0\,,\quad v(x=0,y=0)=0\,,\quad w(x=0,y=0,z=0)=0}
Im Beispiel bei den Spannungsfunktionen zeigt sich, dass dieses Bewegungsfeld auch im Gleichgewicht ist.